# Arenillas de Ebro
Arenillas de Ebro es una localidad del municipio de Valderredible (Cantabria, España). Está localizada a 710 m s. n. m., y dista 6 km de la capital municipal, Polientes. En el año 2024 contaba con una población de 25 habitantes (INE).

## Paisaje y naturaleza
Arenillas de Ebro se ubica sobre una terraza fluvial en el margen derecho del Ebro ocupada por campos de trigo y de patata, vigilados de cerca por la mole caliza de la peña Camesía.

## Patrimonio histórico
De gran interés es su iglesia de Santa María, de una sola nave y ábside rectangular con espadaña a los pues y arco triunfal apuntado en su interior, siguiendo un esquema muy repetido en Valderredible. Su desornamentación y austeridad nos colocan a este monumento en los finales del siglo XIII. La capilla bautismal se le añadió en el siglo XVI.